# Miach
Miach, dans la mythologie celtique irlandaise est un dieu important des Tuatha Dé Danann (les gens de la tribu de Dana - c'est-à-dire les dieux de l'Irlande), son nom signifie « le boisseau ». Comme Diancecht son père, il est expert en médecine, il a une sœur Airmed (« la mesure ») et un frère-doublon Ormiach.

## Mythologie
Il apparaît notamment dans le récit épique Cath Maighe Tuireadh (l« a bataille de Mag Tured ») qui narre la guerre entre les dieux et les Fomoires et intervient après la blessure du dieu Nuada. Celui-ci, ayant eu le bras sectionné lors de la première bataille, perd la royauté au profit de Bres. Diancecht, le dieu-médecin, lui fabrique une prothèse en argent, d'où son surnom d'« Airgetlam » (c’est-à-dire « au Bras d’Argent ») ; cette opération lui permet de recouvrer la souveraineté. Miach va tenter et réussir un exploit plus remarquable : la greffe du vrai bras. Cela déchaîne la fureur du dieu-médecin qui tue son fils de trois coups d'épée. Sa sœur Airmed, spécialiste des plantes médicinales, s’occupe des trois cent soixante-cinq plantes qui ont poussé sur sa tombe.
Son pouvoir de redonner la souveraineté à Nuada en fait le symbole de l’équilibre du monde.

## Mythologie comparée
La légende dans laquelle les jeunes hommes, Miach et Ormiach, tranfiguration des Jumeaux divins indo-européens dans leur rôle de médecins, greffent un œil de chat au portier borgne avant de greffer le bras d'un porcher au roi Nuadha à la place de son bras d'argent a été rapprochée des « mutilations qualifiantes » des dieux du panthéon scandinave (Odin et Týr) et de la légende héroïque romaine d'Horatius Coclès et de Caius Mucius Scaevola.